# Sint-Bartholomeuskerk (Vrahovice)

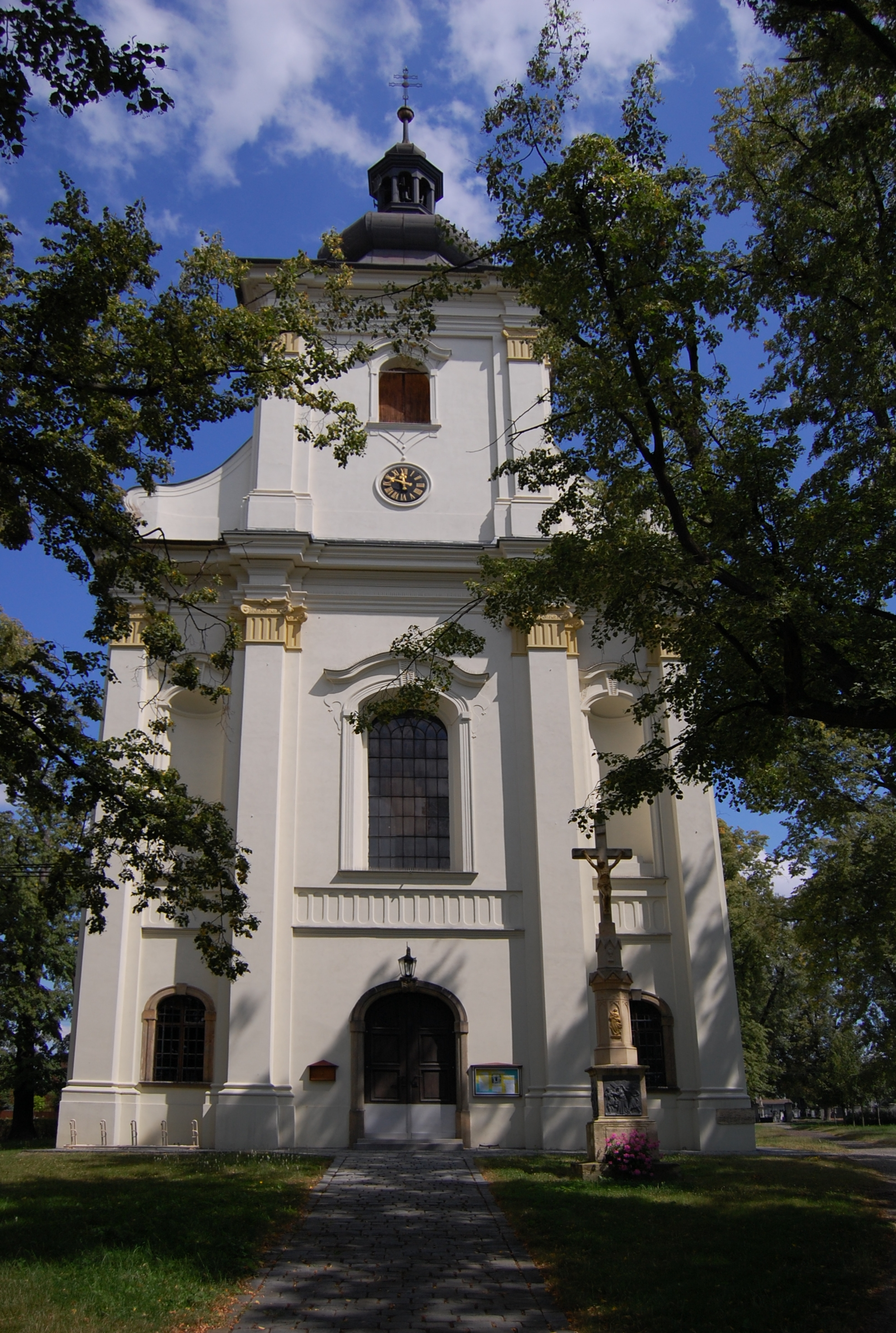
De Sint-Bartholomeuskerk in Vrahovice

Sint-Bartholomeuskerk (Tsjechisch: Kostel svatého Bartoloměje) is een gebouw in barokstijl uit 1831-1836 dat wordt gebruikt door de Rooms-Katholieke Kerk. Het ligt aan het centrale plein in Vrahovice in Tsjechië. De kerk is beschermd als een cultureel monument van de Tsjechische Republiek.